# Frank Leslie Cross
Frank Leslie Cross (Honiton, 22 gennaio 1900 – Oxford, 30 dicembre 1968) è stato un teologo britannico di fede anglicana, studioso della patristica e fondatore della Conferenza Internazionale di Studi Patristici di Oxford.
Insieme ad Elizabeth Livingstone è autore del The Oxford Dictionary of the Christian Church, la cui prima edizione fu pubblicata nel 1957.

## Biografia
Durante la sua prima infanzia, la famiglia si trasferì a Bournemouth, dove vinse la borsa di studio Domus per le scienze naturali al Balliol College di Oxford, conseguendo il massimo dei voti in chimica e cristallografia e poi, nel 1922, frequentando il primo anno di teologia al Keble College locale.
Proseguì gli studi a Marburgo e a Friburgo in Brisgovia, ottenendo ad Oxford il PhD in filosofia, con una tesi su Edmund Husserl, che insegnò in tale ateneo dal 1926 al 1928.

Cross non era consapevole che di lì a breve, nei primi anni '30, un altro pupillo di Husserl, Martin Heidegger, sarebbe stato nominato rettore dell'Università di Friburgo e, durante l'ascesa del nazismo al potere, avrebbe svolto un ruolo cruciale nella rimozione del comune maestro dalla propria posizione accademica.
Nel 1923 entrò a far parte del Ripon College di Oxford, istituto teologico laico per la formazione del clero anglicano, del quale nel 1925 fu nominato tutore e ordinato cappellano.
Divenuto Lady Margaret Professor of Divinity all'Università di Oxford, nel 1944 fu nominato anche canonico di Christ Church.
Negli anni '40 maturò il suo interesse per la patristica e stava lavorando al Dizionario di Oxford della chiesa Cattolica, la cui prima edizione sarebbe uscita in stampa nel 1957, mentre la seconda fu data alle stampe nel 1968, anno della sua morte.

## Attività accademica
Nel dopoguerra organizzò conferenze internazionali, quali congressi sul Nuovo Testamento, la prima Conferenza Internazionale sugli Studi Patristici nel 1951, la seconda nel 1955, di cui raccolse gli atti nei primi 11 volumi di Studia Patristica , la pubblicazione ufficiale della Conferenza. Le conferenze di studi patristici inizialmente per ristabilire le relazioni con i cristiani tedeschi, e sono state anche una delle prime manifestazioni ecumeniche in ambito accademico.

## Onorificenze
Nel 1950, Cross fu insignito del titolo del Doctor of Divinity dall'Università di Oxfor Oxford, ottenendo successivamente la laurea honoris causa dall'Università di Aberdeen e di Bonn, e la nomina a Fellow della British Academy nel 1967.

## Opere
- *  F. L. Cross e E. A. Livingstone, The Oxford Dictionary of the Christian Church, 3ª ed., =Oxford, Oxford University Press, 1997, ISBN 978-0-19-211655-0.